# ديفيد ويلز (مغن مؤلف)
ديفيد ويلز (بالإنجليزية: David Wills)‏ هو مغن مؤلف ومغني أمريكي، ولد في 23 أكتوبر 1951.